# تل حسین‌آباد باصری ۱
تل حسین‌آباد باصری ۱ مربوط به هزاره سوم قبل از میلاد - سده‌های میانه دوران‌های تاریخی پس از اسلام است و در شهرستان مرودشت، بخش مرکزی، دهستان رودبال، غرب روستای حسین‌آباد باصری واقع شده و این اثر در تاریخ ۳۰ بهمن ۱۳۸۶ با شمارهٔ ثبت ۲۰۷۹۳ به‌عنوان یکی از آثار ملی ایران به ثبت رسیده است.